# Meitantei Conan: Konjō no Fist
Meitantei Conan: Konjō no Fist (名探偵コナン 紺青の拳, Meitantei Konan: Konjō no Fisuto), também conhecido no Brasil como Detetive Conan: O Punho da Safira Azul, é um filme de animé japonês realizado por Tomoka Nagaoka e escrito por Takahiro Okura, com base na série de mangá Meitantei Conan de Gosho Aoyama. Estreou-se no Japão a 12 de abril de 2019, e no Brasil a 3 de janeiro de 2022 pela HBO Max.

## Elenco
| Personagem                   | Japão                     |
| ---------------------------- | ------------------------- |
| Shinichi Kudo e Kaito Kid    | Kappei Yamaguchi          |
| Conan Edogawa / Arthur Hirai | Minami Takayama           |
| Ran Mori                     | Wakana Yamazaki           |
| Kogoro Mori                  | Rikiya Koyama             |
| Ai Haibara                   | Megumi Hayashibara        |
| Ayumi Yoshida                | Yukiko Iwai               |
| Mitsuhiko Tsuburaya          | Ikue Ōtani                |
| Genta Kojima                 | Wataru Takagi             |
| Hiroshi Agasa                | Kenichi Ogata             |
| Sonoko Suzuki                | Naoko Matsui              |
| Makoto Kyogoku               | Nobuyuki Hiyama           |
| Ginzo Nakamori               | Kōji Ishii                |
| Leon Lowe                    | Ikusaburo Yamazaki        |
| Rechel Cheong                | Mayuko Kawakita           |
| Hezli Jamaluddin             | Ryan Drees                |
| Zhon Han Chen                | Jeff Manning              |
| Sherilyn Tan                 | Yū Asakawa                |
| Reijiro Nakatomi             | Hiroki Takahashi          |
| Mark Aidan                   | Charles Glover            |
| Rishi Ramanathan             | Yūki Kaji e Dominic Allen |
| Eugene Lim                   | Kurt Common               |